# Andrew Lloyd Webber
Andrew Lloyd Webber (født 22. marts 1948) er en succesfuld britisk musicalkomponist. Han blev født i London som søn af komponisten William Lloyd Webber. Han havde en masse succesrige produktioner i 1970'erne og 1980'erne i samarbejde med forfatteren Tim Rice. Deres første store succes var Joseph and the Amazing Technicolor Dreamcoat (1968). Af senere værker kan nævnes: Jesus Christ Superstar og Evita, der begge blev udgivet som album før de blev opført på scenen.
Andrew Lloyd Webber stoppede samarbejdet med Rice og eksperimenterede med andre forfattere på værker som Cats, Starlight Express, og The Phantom of the Opera. De har alle kørt i mange år på Londons store teatre. Evita, Jesus Christ Superstar og The Phantom of the Opera er blevet filmatiseret. Af andre af hans store musicals kan nævnes: Aspects of Love, Sunset Boulevard, Whistle Down The Wind, Song and Dance, The Beautiful Game og The Woman in White. Han har også komponeret filmmusik.
Han blev slået til ridder i 1992 og er desuden præsident for musicalskolen The Arts Educational School i London. Han er bror til Julian Lloyd Webber.